# Диттерс фон Диттерсдорф, Карл
Август Карл Диттерс фон Диттерсдорф (нем. August Carl Ditters von Dittersdorf, при рождении именовался Август Карл Диттерс, нем. August Carl Ditters, 2 ноября 1739, Лаймгрубе, Вена — 24 октября 1799, Червена Лгота, Богемия) — австрийский композитор и скрипач.

## Биография
Август Карл Диттерс родился в пригороде Вены в семье отставного военного портного, служившего в то время при Императорском театре; в шесть лет он начал учиться игре на скрипке, а в 1750 году поступил в оркестр венской церкви Шоттен, но вскоре был приглашён в оркестр принца Иосифа Фридриха Саксен-Гильдбургхаузенского, где обучался композиции у Джузеппе Бонно и познакомился с Глюком и Гайдном. В 1761 г. Диттерс поступил в оркестр Императорского театра, а в 1763 году отправился с Глюком в Болонью. Это путешествие оказало большое влияние на его творчество.
В 1764 г. Диттерс был приглашён капельмейстером в оркестр епископа Надьварада (ныне Орадя), а уже в следующем году познакомился с князем-епископом Бреслау Филиппом Готтхардом фон Шаффготшем, пригласившим его на аналогичную должность в свой замок Йоханнесберг (Янски-Врх) недалеко от Яворника в Богемии, в 1771 назначил придворным композитором, а в 1773 пожаловал в управление соседнее поместье Есеник, после чего Диттерсу было даровано дворянство и титул фон Диттерсдорф, который он сделал своей фамилией. Живя в Вене, Диттерсдорф участвовал в струнном квартете вместе с Моцартом, Гайдном и своим учеником Ваньхалем, причём играл там первую скрипку.
В 1794 г. после конфликта с епископом Диттерсдорф был вынужден уйти из Янски-Врха и был приглашён бароном фон Штильфридом в замок Червена Лгота, где занимался в основном систематизацией своего собрания сочинений. За три дня до смерти Диттерсдорф завершил автобиографию, которую он диктовал своему сыну. Похоронен в соседнем городе Дештна.

## Творчество
В настоящее время наиболее известными произведениями Диттерсдорфа, работавшего в стиле классицизма и находившегося под влиянием итальянской школы, являются два концерта для контрабаса с оркестром и один из пяти концертов для альта с оркестром. При жизни Диттерсдорф был известен прежде всего как автор опер-буффа на итальянском языке и немецких зингшпилей, среди которых "Красная шапочка, или ни вреда, ни пользы" (Das rothe Käppchen, oder Hilft's nicht, so schadt's nicht);
наибольшей популярностью пользовалась написанная в 1786 году немецкая комическая опера «Доктор и аптекарь» (нем. Doktor und Apotheker).
Диттерсдорф написал около 120 симфоний, среди которых 12 симфоний по «Метаморфозам Овидия» (сохранилось 6, из остальных несколько в виде 4-ручных клавиров). Эти симфонии программные и имеют названия: № 1.«Die vier Weltalter» (Четыре возраста  Мира); № 2. Der Sturz Phaëtons» (Падение Фаэтона); № 3. «Verwandlung Aktäons in einen Hirsch» (Превращение Актеона в оленя); № 4. «Die Rettung der Andromeda durch Perseus» (Спасение Андромеды Персеем); № 5. «Verwandlung der lycischen Bauern in Frösche» (Превращение ликийских крестьян в лягушек); № 6. «Die Versteinerung des Phineus und seiner Freunde» (Окаменение Финея и его друзей). Каждая часть предваряется строкой из Овидия.
Помимо того перу Диттерсдорфу принадлежит значительное количество концертов для солирующего инструмента с оркестром, множество  камерных произведений (сонат, струнных квартетов и др.), месс, ораторий, кантат и мотетов, реквием.